# Luke, Rank Impersonator
Luke, Rank Impersonator er en amerikansk stumfilm fra 1916.

## Medvirkende
- Harold Lloyd - Luke
- Bebe Daniels
- Snub Pollard
- Charles Stevenson
- Billy Fay